# Logičko programiranje
Logičko programiranje u najširem smislu riječi je uporaba matematičke logike u računalnom programiranju. U ovom smislu, logičko se programiranje može datirati u povijest sve do rada Johna McCarthyja iz 1958. i njegova prijedloga o računalnom programu savjetoprimcu. Logiku se po tome rabi kao deklarativni reprezentacijski jezik, a dokazatelj poučaka ili tvorac modela se koristi kao rješavatelja problema. Zadaća kojom se rješava problem se dijeli između programera, koji je samo odgovoran osigurati točnost programa u logičkom obliku te dokazatelja poučaka i tvorca modela, koji je samo odgovoran učinkovito rješavati probleme.

## Vanjske poveznice
- Logičko programiranje  Arhivirana inačica izvorne stranice od 28. kolovoza 2005. (Wayback Machine) Natuknica u virtualnoj knjižnic